# 白喙斑纹海豚
白喙斑纹海豚（學名：Lagenorhynchus albirostris）是斑紋海豚屬的一種海豚，於1846年由英國動物學家约翰·爱德华·格雷描述發表，其種小名意為「白色的吻部」。本種成體可長至2.3—3.1公尺，重180—354公斤；幼仔體長約1.2公尺，重約40公斤。其背部為深灰色，並帶有淺灰色斑點，腹部則為淺灰色至白色，吻部一般為白色。
白喙斑纹海豚分布於北大西洋的溫帶與副極地水域、水深淺於1000公尺處，其中最常見於格陵蘭島西南方、冰島周邊、英國北方與東方海域以及挪威外海等四個地點，主要以鱈科魚類為食。本種具社會性，一般由少於10個個體組成族群，有時也會組成更大的族群。